# Natalya Sipchenko
Natalya Viktorovna Sipchenko, née en 1947 à Leningrad (RSFS de Russie), est une nageuse soviétique.

## Carrière
Natalya Sipchenko remporte aux championnats d'Europe de natation 1966 la médaille d'or du relais 4 × 100 mètres nage libre.